# 미국 영어와 영국 영어의 비교

국제 영어 철자 비교.

미국 영어와 영국 영어의 비교(영어: comparison of American and British English)는 미국 영어와 영국 영어 및 그 밖의 지역에서 사용되는 영어에 대해 비교 설명한 문서이다.

## 미국 영어
미국에서 사용되는 영어의 형태이며, 세계 많은 곳에서 공용어 또는 제2언어로 사용되는 언어이다. 캐나다 영어는 미국 영어에 포함되지 않는데, 캐나다 영어의 발음과 어휘는 미국 영어와 대체로 비슷하지만, 캐나다 영어의 철자법은 종종 영국식을 따르기도 한다. 교육과 출판에서 미국 영어를 사용하는 경향을 보이는 지역에는 동유럽의 대부분(러시아를 포함), 중화인민공화국과 옛날 영국령이었던 홍콩을 제외한 동아시아 중 일부, 미국의 식민지 지배를 받은 필리핀, 아메리카(캐나다, 자메이카와 바하마, 가이아나, 바베이도스 등의 옛 영국 식민지는 역시 제외), 그리고 아프리카에서는 라이베리아, 나미비아가 있다. 세계 은행, 전기 전자 기술자 협회와 여러 단체들 중 미국의 단체들 역시 미국 영어를 사용한다.

## 영국 영어
영국 전역과 특히 아프리카(남아프리카 공화국과 나이지리아를 포함)의 대부분 지역, 남아시아(파키스탄, 인도 및 방글라데시), 몰타, 오스트레일리아와 뉴질랜드, 그리고 동남아시아의 일부 지역(미얀마, 싱가포르, 말레이시아와 타이, 홍콩) 등의 영국의 옛 식민지들에서 사용되는 영어의 형태이다. 미국 영어처럼, 영국 영어도 세계 여러 지역에서 공용어로 사용된다. 영국 영어는 그 사용자의 대부분이 영연방 국가에 살고 있기 때문에, 영연방 영어라고도 불린다. 영국 영어를 사용하는 다른 집단에는 유럽 연합, 그리고 유엔이 있다. 국제 올림픽 위원회, 북대서양 조약 기구, 세계 무역 기구와 국제 표준화 기구 등의 많은 국제 단체들 역시 영국 영어를 사용한다.
영국 영어는 영국에서 사용되는 영어를 뜻하는 용어이지만, 영국 내에서 사용되는 말로서의 영어는, 세계에서 영어를 사용하는 여느 지역에서보다도, 심지어는 훨씬 많은 인구와 넓은 땅을 가진 미국 내에서보다도, 매우 다양한 차이를 보인다. 사투리는 영국 전역(예를 들어 스코틀랜드, 북아일랜드, 웨일스)에서도 다양하지만, 잉글랜드 내에서도 어떤 경우에는 수 마일 떨어진 지역에서도 차이가 생길 정도로 그 종류가 많다. 학교에서 가르치는 글로서의 영어는 보통 그 특정 지역에서만 사용되는 몇몇 낱말을 약간 강조한 정도의 영연방 영어이다. 예를 들어, 'wee'와 'small'은 대체로 서로 바꿔 쓸 수 있는 낱말이지만, 런던 사람보다는 스코틀랜드 사람이 'wee'라는 낱말을 더욱 자주 사용한다.

## 문제
비록 말로서의 미국 영어와 영국 영어는 일반적으로 상호 이해가 가능하지만, 가끔 어색한 오해나 심지어는 의사 소통의 실패를 가져올 수 있는 차이가 충분히 존재한다.
조지 버나드 쇼는 미국과 영국을 "한 공통의 언어로 나뉜 두 나라"라고 이야기했고, 윈스턴 처칠 역시 비슷한 견해를 보였다. 헨리 스위트는 1877년에 한 세기 내로 미국 영어와 오스트레일리아 영어, 영국 영어가 상호 소통이 불가능하게 되리라 예측했지만, 라디오와 텔레비전, 인터넷, 세계화를 통해 점점 늘어나는 전 세계적 소통이 의사소통을 돕고 있어서, 그렇게 되지는 않을 것으로 전망된다. 이것은 일부 변종의 멸종(예를 들어 세계 대부분 지역에서 영국식 'lorry'는 점차 미국식 'truck'으로 바뀌어 사용되고 있음)을 유발하거나, 모든 곳에서 많은 변종 영어를 "완벽하게 옳은 영어"로 인정받도록 할 수 있을 것이다.
영어 사용 국가들에서의 사용에 더해, 영어는 의학, 컴퓨터 과학, 항공 운항 관제, 그리고 그 밖의 많은 전문 기술 영역과 국제 전문가들 사이의 공식 의사소통을 위한 전문적인 언어로서 중요한 구실을 하고 있다.

## 발음
영국 영어 발음의 대표 격인 Received Pronunciation(RP)과 미국 영어 발음의 대표 격인 General American(GenAm)을 비교해보면 여러 차이를 볼 수 있다.
1. 미국식 영어의 발음은 혀가 굴러가는 소리가 있고 톤이 높은 편이고 음낮이가 심하다. 영국식 영어의 발음은 미국식 발음에 비해 딱딱 끊어지는 느낌을 받을 수 있고 악센트 강한편이고 톤의 높낮이가 일정하여 처음 듣는 사람들은 무뚝뚝다고 보거나 시크하다고 보기도 한다. water을 예로들면 미국은 워러 영국은 워터라고 발음한다
2. 워드는 영국 영어에 비해 미국 영어의 경우 혀가 전체적으로 더 뒤로 당겨지고 후설 부분을 연구개에 더 가까이 대고 조음한다고 말한다. 그 결과 영국 영어는 미국영어보다 모음의 조음 영역이 더 넓다.
3. 철자상으로 모음뒤에 r 이 오는 경우, 미국 영어에서는 이 r이 발음되지만, 영국 영어에서는 발음되지 않는다.
  - ex)bird, first, car, far 등.
  - 북부나 남부 일부 r-less area 에서는 r을 발음하지 않지만, 이지역에서도 점차 r을 발음하는 경향이 있다.
4. 미국 영어의 [æ] 중 일부는 영국 영어에서는 [ɑː] 로 발음된다.
5. 미국 영어의 [ɑ]는 영국 영어에서는 [ɒ]로 발음된다.
  - ex) hot, box, stop, not, pocket, jolly 등.
6. 미국 영어는 영국 영어보다 비음화가 심한 편이다. 미국 영어에는 앞뒤에 비음이 오지 않는 경우에도 모음이 비모음으로 바뀌는 경향이 있다.
  - ex) hide [hãĩd]로 발음하는 등.
7. 전반적으로 미국 영어가 영국 영어보다 자음의 조음이 약하다. 영국 영어의 자음이 조음기관들을 더 강하고 오래 밀착시켜 조음하며 파열도 더 날카롭다. 반면 미국 영어에서 모음 사이의 [t]가 유성음화하여 [t̪]나 [r]가 되는 것은 잘 알려져 있다.latter-ladder, writer-rider, shutter-shudder 등이 같거나 비슷하게 들린다.
8. 미국영어와 영국 영어는 단어를 강조하는 방법이 다르다. 영국 영어는 자음을 강조하는 데 비해 미국영어는 모음을 강조한다.
9. 미국영어에 비해 영국 영어는 강세가 없는 약형을 더 많이 쓴다. 영국 영어가 제3강세도 훨씬 덜 쓰며 음절의 생략도 더 많다.
  - -ary나 -ory 로 끝나는 단어는 미국 영어에서는 두 음절이 강세를 받는 반면, 영국 영어에서는 한 음절만 강세를 받을 뿐 아니라 종종 한 음절이 탈락된다.
  - ex) secretary, necessary 등은 미국 영어에서는 sécretàry, nécessàry등으로, 영국 영어에서는 sécret'ry, nécess'ry등으로 발음된다.
10. 미국영어와 영국 영어의 가장 큰 차이는 억양이다. 미국 영어에 비해 영국 영어가 더 다채로운 억양형을 가지며 사용되는 고저의 폭도 훨씬 높다.
11. 미국 영어는 영국 영어에 비해 철자 발음이 많다.[1]

## 문법

### 명사의 단수형과 복수형
영국 영어에서, 특히 집단 자체가 아닌 집단 내의 사람들에 관계될 경우에 있어서, 여러 명을 기술하는 단수 명사는 종종 복수로 다뤄진다. 단수형은 보통 미국에서 사용된다.
- 예: 영국 영어: "the team are worried", 미국 영어: "the team is worried"

구성원이라는 사실이 개개인에 있어서 분명할 경우, ("the team takes its seat(s)"가 아닌) "the team take their seats"처럼 미국에서도 복수형을 사용할 수 있다. (그러나 보통 이러한 경우에는 단수/복수 결정을 피하기 위해 "the team members take their seats"와 같이 다르게 표현한다.) 이 차이는 team, company와 같은 일반명사 또는 (운동 경기 팀의 이름에 지역명을 사용하는 경우 등의) 고유 명사인 모든 집합명사에 대해서 발생한다. 복수형의 고유 명사에는 영국과 미국 영어 모두에서 복수 동사가 사용된다.
- 예:
  - 영국 영어: "The Clash are a well-known band.", 미국 영어: "The Clash is a well-known band.", 공통: "The Beatles are a well-known band."
  - 영국 영어: "New England are the champions.", 미국 영어: "New England is the champion.", 공통: "The Patriots are the champions".

Sheep와 같이 미국에서는 미국 영어: shrimp이 단수형과 복수형이 같은 명사이지만, 영국에서는 shrimp의 복수형은 shrimps이다. (Shrimps는 미국 남부에서도 사용되지만, 키 작은 사람들을 경멸적으로 부를 때와는 달리 매우 드물게 사용된다.) 특이한 예에는 innings가 있는데, 영국 영어에서는 단수형과 복수형이 동일하고, 미국 영어에서는 단수형(inning)이 따로 있다.

### 시제의 사용
- 영국 영어는 근과거에 일어난 사건에 대해서는 already, just 그리고 yet등의 낱말과 함께 현재 완료 시제를 사용한다. 미국 용법에서는 현재 완료 또는 단순 과거 시제를 사용해 표현할 수 있다.
  - 영국 영어: "Have you cleaned your teeth?" / 미국 영어: "Did you clean your teeth?"
  - 영국 영어: "Have you done your homework yet?" / 미국 영어: "Did you do your homework yet?"
  - 영국 영어: "I've just got home." / 미국 영어: "I just got home."
  - 영국 영어: "I've already eaten." / 미국 영어: "I already ate."
- 비슷하게, 미국에서 과거 완료 시제는 종종 과거 시제로 대체되는데, 이것은 스스로를 신중한 언어 사용자로 여기는 미국인들은 흔히 옳지 않은 것으로 여긴다.
- 영국 영어에서, have got 이나 have는 소유에, have got to와 have to는 필요 양상에 대해 사용할 수 있다. Got을 포함하는 형태는 일반적으로 비격식적인 상황에서 사용되며, got이 없는 것이 더 격식을 갖춘 형태이다. 말로서의 미국 영어에서는 got이 없는 형태가 영국에서보다 더 많이 사용된다. 또 미국에서는 got을 이러한 뜻의 동사로 사용하기도 하는데(예: "I got 2 cars", "I got to go"), 그러나 이는 많은 미국 영어 사용자에게 옳지 않은 사용으로 여겨진다.
- 가정법(Subjunctive Mood)은 "They suggested that he apply for the job"에서와 같이, 미국 영어에서 더 흔하다. 영국 영어에서는 "They suggested that he should apply for the job"(또는 아예 "They suggested that he applied for the job")과 같이 나타낸다. 그러나 영국식 용법("should apply")는 미국에서도 쓰이곤 한다.

### 동사 변형
- -ed가 붙어 과거형이 되는 동사들: 미국식은 dreamed, leaped, learned, spelled이고 영국식은 dreamt, leapt, learnt, spelt이다. "-tre"로 끝나는 낱말에 대해서, 오래된 미국 문헌에서는 t가 붙기도 한다. -ed가 붙는 형태는 영국식에서도 흔히 사용되며, 신중한 필자들은 약변화 동사(weak verb)이기 때문에, 그런 형태를 더 선호하기도 한다. (보통 learned라고 표기되는 2음절 형태의 learnèd /'lɜːnɪd/는 영국 영어와 미국 영어 모두에서 아직도 "educated"의 뜻을 갖는 형용사나, 학술 단체등의 지칭하는 데 사용되기도 함을 참조할 것)
- 기타 동사의 과거형: 미국식은 fit, forecast, knit, lit, wed이고, 영국식은 fitted, forecasted, knitted, lighted, wedded이다. 그러나 영국식이 미국에서도 사용되며 lit와 forecast 역시 영연방식 영어에서만 사용되는 것이 아니라 널리 표준 용법으로 인정되고 있는 만큼 이 구별은 엄격하지는 않다.
- 또한, ill-gotten gains와 같은 오래된 표현을 제외하고는 보통 got을 사용하는(미국에서도 일부 그렇게 사용함) 현대 영국 영어에서는 과거 분사 gotten은 드물게만 사용된다. 그러나 영국식 용법에서 forgotten의 형태는 유지되고 있다. 거기에 더해서, 옥스퍼드 영어 사전에 의하면 "Gotten의 형태는 영국에서는 사용되지 않으며, 북아메리카 영어에서는 매우 흔히 사용되지만, 그 곳에서도 종종 비표준적인 용법으로 다룬다". 북아메리카에서, gotten을 사용하는 사람들은 got 역시도 사용하는데, gotten은 획득의 행동을 강조하기 위해, 그리고 got은 단순 소유를 나타내기 위해 사용하는 경향을 보인다.
- 과거 분사 proven은 미국 영어에서 일부 사람들을 제외하고 흔하게 사용되지만, 영국 영어에서는 proved의 형태로 남아 있다.[2]
- 미국 영어에서는 영국 영어에서는 규칙 동사로 남아 있는 thrive(throve–thriven) 나 sneak(snuck) 등의 더 많은 불규칙 동사를 허용하지만, 종종 과거과 과거 분사를 혼용하는 경우도 있으며(spring–sprang (미국식은 sprung)–sprung), 가끔은 shrink(shrank–shrunk)와 같은 동사의 더 많은 형태(shrunk–shrunken)가 사용되기도 한다.[3]

### 구문 요소의 존재 또는 부재
- 두 개의 별도 행동을 수반하는 의지의 표현에서, 미국 영어 사용자들에게는 to go 더하기 원형 부정사(bare infinitive)의 형태가 인정된다. 영국 영어 사용자들은 그 대신 to go and 더하기 원형 부정사의 형태를 사용한다. 즉, 미국 영어 사용자는 "I'll go take a bath"라고 하는 반면, 영국 영어 사용자는 "I'll go and have a bath"라고 한다. (양쪽 모두에서, 행동의 실패 가능성을 암시하기 위해 "He went to take/have a bath, but the bath was full of children."에서처럼 "to go to"의 형태를 사용할 수 있다.) 비슷하게, to come 더하기 원형 부정사의 형태 역시 미국 영어 사용자들에게 인정되는 반면, 영국 영어 사용자들은 to come and 더하기 원형 부정사의 형태를 사용한다. 즉, 미국 영어 사용자는 "Come see what I bought"라고 하고, 영국 영어 사용자는 "Come and see what I bought"라고 한다.
- 한 낱말로 표기된 요일 앞에서의 전치사의 사용. 영국인들은 "She resigned on Thursday"라고 하는 반면, 미국인들은 종종 "She resigned Thursday"라고 한다. 그러나 미국에서는 두 형태 모두 흔히 사용된다. 가끔, "I'll be here December"에서처럼 달(月)을 지칭하는 경우에도 전치사가 생략되기도 한다. (그러나 이러한 용법은 보통 구어체에 한정된다.)
- 미국에서보다 영국에서는 from이 단일 날짜나 시간과 함께 더 자주 사용된다. 영국 영어 사용자들이 "the new museum will be open from Tuesday"라고 하는 반면에 미국인들은 언제나 "the new museum will be open starting Tuesday" 또는 "the new museum will open Tuesday"라고 말하며, 영국식 용법에는 혼란스러워 한다. (이러한 차이는 영국 영어와 미국 영어에서 모두 사용되는 from A to B 형태에는 적용되지 않는다.)
- 영국인은 누구와 meet 하는 반면, 미국인은 누구와 meet with한다. 영국인에게 with의 사용은 상호적인 의향을 느끼게 하므로 meet with은 가능하지만 visit with는 매우 낯설다.(서로 동시에 visit할 수는 없다.)
- 영국인들은 "I'll write to you"라고 하는 반면, 미국인들은 보통 "I'll write you"라고 한다.
- 미국 영어에서 자동사가 종종 타동사로 변화한다. 예를 들어, 영국 영어에서는 "The workers protested against the decision."이고, 미국 영어에서는 "The workers protested the decision."이다.
- 특정한 역할이 암시되는 경우에 몇 가지의 "기구,단체" 명사는 정관사가 붙지 않는다. 예에는 at sea[뱃사람으로서], in prison[수감자로서]가 있다. 이러한 명사들의 경우, 영국 영어는 in hospital[환자로서]과 at university[학생으로서]라고 하는 반면, 미국 영어는 in the hospital과 at the university라고 한다. (양쪽 모두에서 간호사, 면회객 등은 in the hospital[병원 안에] 있을 수 있다.)
- 미국 영어는 in back of[behind]와 in the back of를 구별한다. 그러나 전자는 영국에서 사용되지 않으며 후자로 잘못 이해될 가능성이 있다. 그러나 양쪽 모두에서 in front of와 in the front of는 구별한다.
- 미국 국회의원들과 변호사들은 법령과 그것이 통과된 연도 사이에 항상 전치사 "of"를 사용하지만, 영국에서는 그러지 않는다. 그 예로 Americans with Disabilities Act of 1990와 Disability Discrimination Act 1995가 있다.

### 특정 구문에서의 서로 다른 전치사
- 미국에서는, 낱말 through는 Monday through Friday에서처럼 up to and including을 의미할 수 있다. 영국에서는 Monday to Friday 또는 Monday to Friday inclusive가 사용되며 가끔씩 Monday through to Friday도 쓰인다. (참고: 잉글랜드 북부의 일부 지역에서는 Monday while Friday에서처럼 while이라는 용어가 같은 식으로 사용될 수 있다.)
- 미국 영어에서 누군가가 어느 길(street)에 사는가를 나타내는 데 보통 on이 사용되지만 영국 영어에서는 보통 in이 사용된다. 예를 들어, 미국 영어에서는 on Churchill Street이고, 영국 영어에서는 in Churchill Street이다.
- 미국에서는 talk 뒤에 전치사 with를 사용할 수도 있지만, 영국에서는 "I'll have a talk with him."에서와 같이 talk이 명사로 쓰이지 않는 이상은 항상 to를 사용한다.
- 미국 영어에서 from은 "American English is different from British English in several aspects."에서처럼 different 뒤에 쓰기에 적절한 전치사이다. 반면에, 비록 엄밀하게는 틀리지만, different than도 미국에서는 자주 사용된다. 그러나 영국식 표현인 different to을 거의 모든 미국인들은 모른다.

### 기타 문법 차이
- 미국 영어에서 관계대명사의 제한적 용법에서 사람이 아닌 선행사에 대해서는 which를 사용할 수 없다. The Elements of Style(59쪽)에 따르면, "That은 정의하는, 또는 제한하는 대명사이고, which는 정의하지 않는, 또는 제한하지 않는 대명사이다. 규칙 3번을 보라."라고 하고 있다.
- 미국의 강 이름에서, river라는 낱말은 보통 강 이름의 뒤에 오지만(예를 들어, Colorado River), 영국의 강에는 이름의 앞에 붙는다(River Thames처럼). 영국 영어에서의 한 가지 예외는 Fleet River인데, 가끔 런던 사람들의 비공식적인 글에서는 River Fleet이라고 일컬어지기도 한다.
- 영국 영어에서, sat은 종종 구어체에서 sat, sitting 및 seated의 뜻으로 사용되기도 한다. 예를 들어 "I've been sat here waiting for half an hour.", "The bride's family will be sat on the right side of the church."라고 할 수 있다. 이러한 구문은 영국 밖에서는 잘 쓰이지 않는다. 1960년대에 이러한 구문을 사용하면 잉글랜드 북부 사람임을 알 수 있었지만, 21세기에 들어 이러한 구문이 남부로도 널리 퍼졌다. 이러한 용법은 종종 낙천적이고 허물없음을 나타내기 때문에, 많은 사용자들이 공식적인 영문에서는 사용하지 않을 이러한 용법을 의도적으로 사용하기도 한다. 이같은 구어체 용법은 영국 사용자들에게 널리 받아들여진다. 비슷하게, standing 대신 stood가 사용될 수 있다. 미국인에게 이러한 용법은 주체(subject)가 앉거나 서도록 비자발적으로 강제되었다는 것을 뜻한다.
- 미국의 대부분 지역에서, with는 부사로도 사용된다. 예를 들어 "I'll come along" 대신에 "I'll come with"라고 할 수 있다. 그러나 영국의 일부 사투리에서는 "I'm going to the office - come with me"가 아닌 "I'm going to the office - come with"와 같이 'come with'가 'come with me'의 축약된 표현으로 사용된다.

## 낱말 파생과 합성
- 방향을 뜻하는 접미사 -ward(s): 영국 영어에서는 forwards, towards, rightwards, 등이고, 미국 영어에서는 forward, toward, rightward이다. -s의 형태는 부사 또는 전치사로만 사용된다. 미국 영어에서 afterwards를 제외한 -s의 형태는 빠르게 사라지고 있다. 영국 영어에서, 이같은 두 가지 가능한 형태의 사용에는 의미론적인 차이가 있다. 옥스퍼드 영어 사전(Oxford English Dictionary)에는 forward와 forwards에 대해 다음과 같이 설명되어 있다.

... 후자(forwards)는 다른 방향들에 대하여 명확하게 한 방향을 표현한다. 어떤 구문에서는 인지될 수 있는 의미의 차이가 없이 어느 형태도 사용될 수 있다. 다음은 오직 한 형태만이 사용될 수 있는 예이다.
- 'The ratchet-wheel can move only forwards',
- 'the right side of the paper has the maker's name reading forwards',
- 'if you move at all it must be forwards',
- 'my companion has gone forward',
- 'to bring a matter forward',
- 'from this time forward'.

- 영연방 영어는 동작주를 나타내는 -er과 한정하는 -ing와 같은 접미사를 football에 사용할 수 있다. (Cricket이나 종종 netball에도, 이따금씩 basketball에도 사용됨.) 미국 영어에서는 footballer 대신 항상 football player을 사용한다. 운동 경기의 이름이 동사로도 사용될 수 있는 경우에는, 접미사의 사용이 미국 영어와 영국 영어 모두에서 표준이다. 예를 들어 golfer(골프 선수), bowler(볼링 선수), 그리고 shooter(사격 선수)라고 쓴다.
- 어느 영어 사용자든지, 가끔씩 일반적인 구절로 새로운 낱말을 합성하곤 한다. 예를 들어 health care는 대서양 양안에서 healthcare로 대체되고 있다. 그러나, 아직도 영연방 영어에서는 구절로 다뤄지는 것들이 미국에선 단어로 다루는 경우가 있다. 예를 들어 미국인들은 "trademarks"라고 쓰지만, 일부 다른 나라들에서는 "trade-marks" 또는 "trade marks"라고 쓴다.
- '동사 + 명사'형태의 합성 명사(compound noun)에 대해, 미국 영어에서는 종종 원형 부정사(bare infinitive)를 선호하는 반면, 영국 영어에서는 동명사를 선호한다.
  - 예: ‘fry pan’과 ‘frying pan’, ‘jump rope’와 ‘skipping rope’, ‘racecar’와 ‘racing car’, ‘rowboat’와 ‘rowing boat’, ‘sailboat’와 ‘sailing boat’, ‘swimsuit’와 ‘bathing suit’(각각의 쌍에서, 전자는 미국 영어에서 주로 사용되는 형태이며, 후자는 영국 영어에서 주로 사용되는 형태이나, 반드시 그렇지만은 않다.)
- 어떤 나라에서 단수형인 한정 어구는 다른 나라에서는 복수형일 수 있고, 그 역도 가능하다. 예를 들어, 영국에서는 drugs problem이 있으며, 미국에서는 drug problem이 있다. (영국에서도 단수형을 종종 사용한다.)

## 어휘
대부분의 차이는 19세기부터 20세기 중반까지, 새로운 낱말들이 독립적으로 생겨난 때와 관련이 있다. 예를 들어, 자동차(영국 영어: car/미국 영어: automobile)와 철도(영국 영어: railway/미국 영어: railroad) 산업의 거의 모든 어휘가 영국과 미국에서 서로 다르다. 차이의 다른 원인에는 새로운 낱말들이 빈번히 생겨나는 속어나 비어, 그리고 관용구, 동사구 등이 있다. 혼동을 일으킬 만한 소지가 큰 것들에는 양쪽에서 서로 다른 뜻을 갖는 낱말이나 구가 있다. 미국 내 또는 영국 내의 지역적 차이도 같은 문제를 일으킬 수 있다.
대부분의 미국 낱말들은 영국 내에서와 영어를 사용하는 다른 영연방 국가들에서 불편한 느낌을 주지만, 혼동 없이 자연스럽게 사용될 수 있다. 의사 소통의 실제 문제는 그 반대 상황에서 발생하는 경향이 많다. 그러나, (gasoline에서의) gas, (pushchair의 의미로서) stroller와 같은 낱말이나, 미국의 Dumpster, 영국의 Sellotape과 같이 상대국에 알려지지 않은 상표들의 경우처럼 영어 사용자들에게 오해를 불러일으킬 수 있는 예외도 존재한다. 그리고 미국인들이 실감하지 못하고 빠질 수 있는 함정도 있는데, 예를 들어, 영국에서 여성의 fanny는 질을 의미하지만, 미국에서는 엉덩이를 뜻한다. 영국 영어의 사용자들은 미국에서 fag(담배)라는 낱말을 사용할 때 주의해야 하는데, 비록 현재는 이같은 다른 의미가 영국에서도 문맥에 따라서 이해되지만, 그것은 미국에서 동성애자를 뜻하기 때문이다. 남북 캐롤라이나에 사는 사람들은 영국인 손님들에게 "go out shagging"(춤의 일종)하자고 할 때 조심해야 하는데, 이는 영국에서 성교를 의미하기 때문이다. 그러나 이같은 의미는 오스틴 파워와 같은 영화에서 자주 사용되었기 때문에, 미국에서도 잘 알려져 있어서 많은 미국인들은 실제로 그것을 염두에 둔 경우가 아니라면 그런 말을 건네지 않는다. 비슷하게, 오스트레일리아 사람들에게는 어떤 팀을 root(응원)하는지 말하지 않도록 해야 하는데, 오스트레일리아에서 그것의 뜻은 성적인 것이기 때문이다.

### 일반적인 경향
영국에서의 미국식 표현 사용은 종종 눈에 띄지만, 그 반대의 경향은 덜 흔하다. 그러나, 영국에서만 사용되던 "to go missing"과 같은 관용구가 미국에서도 점점 더 많이 (최소한 언론에서라도) 사용되고 있는 것과 같은 최근의 예도 존재한다. "Queue"라는 낱말도 미국에서 점차 사용되고 있다. ("To go missing"과 "queue"의 미국식 어휘는 각각 "to disappear"와 "line"이다.)

### 영국 영어에서만 사용되는 어휘
미국 영어 사용자들은 비록 일반적으로 사용하지는 않지만 lorry, biscuit, chap과 shag와 같은 영국 영어 용어들을 알고 있을 가능성이 크지만, (biscuit의 경우처럼) 그것이 미국식 의미를 뜻하는지, 영국식 의미를 뜻하는지 혼동할 수도 있다. Candy floss나 driving licence처럼 대강 어떤 뜻인지를 짐작할 수도 있다. 그러나 많은 다른 영국 어휘들의 사용, 예를 들어 naff(좋지 않은)나 busk(공공 장소에서 악기를 연주하는 것)와 같은 것들은 대부분의 미국인들에게는 이해되지 않는다.

### 미국 영어에서만 사용되는 어휘
영국 영어 사용자들은 비록 일반적으로 사용하지는 않지만 sidewalk, gas, cookie, elevator와 같은 미국 영어 용어들을 알고 있을 가능성이 크다. Cotton candy와 같이 대강 어떤 뜻인지를 짐작할 수도 있다. 그러나 일부 미국 용어의 사용은 대부분의 영국인들에게 오해를 일으킬 수 있다.
주로 할리우드의 영향으로 인해 미국식 영어를 영국 사람들이 이해할 수 있는 가능성이 그 반대의 경우보다 크다. 그러나 미국의 공영 방송(en:PBS)에서 브릿콤(britcom)이나 영국 뉴스 재방송과 같은 수입된 BBC 프로그램을 시청하는 미국인들은 그렇지 않은 미국인들에 비해 영국식 용법에 아마 더 익숙할 것이다.
- Fitted는 양쪽에서 보통 형용사로 사용되거나("fitted sheets"는 침대 매트리스 크기와 딱 맞는다), fit의 과거형으로 사용된다("to suffer epilepsy"(간질을 앓다), 예를 들어 en:The Andromeda Strain에서 나온 "Leavitt fitted"). 그러나 fit와 fitting은 (비록 의학계에서는 그런 용법이 흔하게 사용되지만) 간질 발작을 나타내는 데 사용되지 않으며 to have a fit 또는 to throw a fit이 사용된다.

### 한쪽에서는 고어가 된 어휘
- 영국 남부에서 whilst는 거의 항상 while과 서로 바꿔서 사용 가능하며, 더 흔히 쓰인다. Whilst는 사용 설명서, 법적인 문서 등에서 더 자주 사용된다. 미국인들에게 whilst라는 단어는 어떤 구문에서 매우 낡거나 젠체하는(무언가 있어 보이게 만드는) 것으로 보인다. Amidst(amid에 비해)와 그보다는 적은 정도이지만 amongst(among에 비해)는 미국인들에게 역시 거의 잘 사용되지 않는다. ("In the midst"는 양쪽에서 표준적으로 사용되는 관용구이다.)
- 영국에서 일반적으로 계절을 의미하는 "fall"은 거의 폐어가 되었고 "autumn"으로 대체되었다. 엘리자베스 시대와 찰스 디킨스의 문학에서 종종 나타나는 고어이지만, 그 낱말의 이해는 미국에서의 지속적인 사용에 의한 것으로 보인다.
- 영국에서는 "full stop"을 의미하는 "period"라는 용어는 "Don't do that. Period."와 같이 구절로 사용되는 경우를 제외하고는 더 이상 사용되지 않는다.

### 수
수를 말하거나 쓸 때에, 영국인들은 "one hundred and sixty-two"와 "two thousand and three"에서처럼 매 십 자리마다 "and"를 붙이는 반면, 미국인들은 "two thousand three"에서처럼 보통은 "and"를 생략한다. 그러나 "two thousand and three"도 역시 흔하다. 미국인들은 영국인들보다, 1234년("twelve thirty-four"가 보통임)을 이야기하는 것이 아닌 경우에는 1,234와 같은 수를 "one thousand, two hundred and thirty-four"가 아닌 "twelve thirty-four"라고 읽는 경향이 크다. 비슷하게, 집 호수나 버스 번호 등에 있어서 "272"를 영국인들은 "two seven two"라고 말하는 반면, 미국인들은 "two seventy-two"라고 말하는 경향이 있다. 1100에서부터 1900사이의 수에 대해서 영국인들은 보통 "one thousand six hundred"라고 하지 않고 백 단위에서 끊어서 "sixteen hundred"라고 말하지만, 2000이 넘는 경우 "thirty-two hundred"와 같은 용법은 "three thousand two hundred" 식으로 대체된다.
Billion, trillion 등에 대한 역사적인 차이도 존재한다. 미국인들은 "billion"을 십억(1,000,000,000)을 나타내기 위해 사용하는 반면, 영국인들은 20세기 후반까지도 조(1,000,000,000,000)를 나타내는 데 사용했고, 십억은 대부분의 유럽 언어에서 따라 사용한 "milliard"라고 표현했다. 그러나 그 이후로 "미국 영어"식 표현이 대부분의 출판물에서 사용되었고 "milliard"나 "billiard"(billiards가 아님), "trilliard" 등의 용어는 사용되지 않고 있다.
그렇지만, 대다수의 사람들은 이렇게 큰 수를 다룰 일이 별로 없기 때문에, 학교에서는 다르게 배웠을 만큼 나이가 어린 여러 나라의 상당수의 사람들도 "billion"을 1012(조)로 해석할 수 있다. 그 까닭에 일반 대중을 상대로 글을 쓸 때에는 먼저 용어를 정의하는 것을 권한다. 그러나 모호함을 피하기 위해 "thousand million"을 써 왔던 BBC를 포함한 영국의 주요 출판사나 방송사에서도 지금은 십억을 나타내기 위해 "billion"을 쓴다.
마지막으로, 0을 지칭할 때, 영국인들은 보통 "zero", "nought" 또는 "oh"라고 하거나 운동 경기 점수나 투표 결과 등에 대해서는 "nil"을 사용한다. 미국인들은 거의 "zero"를 사용하며, "oh"는 가끔씩, 그리고 "zilch"나 "zip"과 같은 속어도 이따금씩 사용된다. 운동 경기 점수를 말할 때 "the team won two-zip"이나 "the team leads the series, two-nothing"과 같은 구절이 사용된다. 전화번호나 계좌번호 등의 숫자 0은 양쪽 모두에서 편의를 위해 거의 항상 "oh"라고 말한다. 참고로 속어나 광고 등에서는 0을 'O'라고 읽기도 한다.
전화번호나 일련번호 등의 연속된 숫자를 읽을 때, 영국인들은 double이나 triple/treble과 같은 용어를 사용한다. 그래서, 007는 "double oh seven"이라고 읽는다. 예외에는 항상 "nine nine nine"이라고 읽는 긴급 구조 전화번호 999와 항상 "six six six"로 읽는 짐승의 숫자 666이 있다. 미국에서, 911(미국 긴급 구조 전화번호)은 거의 언제나 "nine-one-one"으로 읽히고, 9-11 (2001년 9월 11일)은 보통 "nine-eleven"으로 읽힌다.

### 건물의 층
| 층수(영국식) | 영국식       | 미국식       |
| .            | .            | .            |
| ------------ | ------------ | ------------ |
| 3층(2층)     | second floor | third floor  |
| 2층(1층)     | first floor  | second floor |
| 1층(0층)     | ground floor | first floor  |

건물의 층 세는 법도 미국과 영국은 서로 다르다. 영국을 비롯한 대부분의 나라에서는 "first floor"는 건물의 입구가 있는 층인 "ground floor"가 아니라 그 바로 윗층을 뜻한다. 미국식으로는 건물 입구가 있는 층은 "first floor"이며 "ground floor"가 아니다. 일부의 미국 건물에도 입구가 있는 층을 "ground floor"나 다른 이름으로 부르기도 하는데, 이는 세계에서 온 손님을 맞기 위한 일환이다.

### 문채(文彩)
영국과 미국 영어 모두에서 화자가 관심이 하나도 없다는 것을 뜻하기 위해서 "I couldn't care less"라는 표현을 사용한다. 반면 미국 영어에서는 "not"이 빠진 "I could care less"도 이와 같은 뜻이다. 후자의 경우 본래 빈정거림을 나타내기 위한 억양이 빠져있다. 후자를 영국영어서 사용한다면 엉터리 실수나 관심이 있다는 표시로 잘못 받아들여질 것이다.
두 지역 모두에서, "I don't mind"는 종종 "I'm not annoyed"(성가시지 않다)의 뜻(예를 들어, 누군가다 담배를 피우고 있을 때)을 하는 반면, "I don't care"는 종종 "the matter is trivial or boring"(대수롭지 않거나, 지루한)을 뜻한다. 그러나 "Tea or coffee?"와 같은 질문에 답할 때, (홍차나 커피) 아무것이든 상관 없을 경우, 미국인들은 "I don't care"라고 대답할 것이고, 영국인들은 "I don't mind"라고 대답할 것이다. 양측에서는 서로 이상하게 들릴 것이다.
미국 영어에서, "to luck out"은 기막히게 좋은 재수로 성공하는 것을 의미하는 반면, 영연방 영어에서 "to luck out"은 최근의 회화체에서는 성공하지 못하는 것을 의미한다. 따라서, "I lucked out on getting the free tickets"와 같은 구절은 미국 영어와 영국 영어 각각에서 무료표를 얻었거나 얻지 못했음을 의미한다.

### 실무
제2차 세계 대전사를 보면, 윈스턴 처칠은 "to table"이라는 동사에 대한 해석의 차이가 영국과 미국 입안자들간의 논쟁을 불러일으켰다고 말하고 있다. 영국인들은 사안이 중요했기 때문에 table 되기를 원했고, 미국인들은 그 사안이 중요했기 때문에 table 되면 안 된다고 주장했다. 영국 영어에서 그 용어는 "to discuss now"(the issue is brought to the table)을 의미하고, 미국 영어에서는 "to defer"(the issue is left on the table)를 의미한다.
비슷한 경향으로, 동사 "to slate"는 미국에서는 "to schedule"을 의미하지만 영국에서는 비격식적으로는 "to disparage"를 의미한다. 따라서 "Third Harry Potter Film Slated"는 완전히 다른 두 가지로 해석이 될 수 있다.
낱말 "bomb"의 사용법 한 가지도 비슷한 혼동을 일으킬 수 있는데, 미국에서 "the show bombed"는 완전한 실패를 뜻하지만, 영국에서 "the show went down a bomb"는 대성공이었다는 뜻이다. 미국의 속어 "the bomb"는 그러나 (아마도 아프리카계 미국인 고유의 영어로 인해 생겨났을 것임) 거의 항상 긍정을 의미한다. 예를 들어, "That show was the bomb"와 같은 구절은 그 쇼가 매우 뛰어났다는 뜻이다. 이러한 용법에서 관사 "the"는 사투리 발음 특징에 따라서 이따금씩 "da"로 발음되기도 하며, 또 "That show was da bomb"라고 쓰이기도 한다.
실제로 제 2차 세계 대전에서 미국군과 영국군이 단어를 이유로 분쟁을 일으켰다. compromise라는 단어를 미국인들은 대화나 협상을 뜻하나 영국인들은 불의와 타협하다로 알고 있기 때문이다.

### 교육
영국에서, 학생들은 과목을 "read"하거나 "study"하는 반면, 미국에서 학생들은 과목을 "study"하거나 "major"한다. 후자는 학생의 기본 전공과 관계되는 반면, 전자는 학생이 수강하는 어떤 과목과 관련될 수 있다.
영국 영어: "She read history at Oxford."
미국 영어: "She majored in history at Yale."
영국에서 학생들은 시험에 대비해서 "revise"하거나 "do revision"하는 반면, 미국 영어에서 학생들은 "study"한다. 시험을 "taking"하거나 "writing"할 때, 영국의 학생들은 "invigilator"의 감독을 받지만, 미국영어에서는 "proctor"(또는 단순히 "(exam) supervisor")의 감독을 받는다.
영국에서, 학생들은 시험을 "sit"하거나 "take"하지만, 미국에서는 시험을 "take"한다. 영국에서 교사는 시험을 "set"하지만, 미국에서는 "write"하거나 "give"한다. 시험에 대해서 "He sits for"라는 표현이 영국 영어에서는 사용되지만, 미국 영어에서는 거의 사용되지 않는다. 변호사지망생들이 변호사 시험을 "sit for"하고, 석사나 박사과정 학생들이 종합 시험을 "sit for"할 수 있지만, 다른 거의 모든 상황에서 미국인들은 시험을 "take"한다.
영국 영어: 
"I set my Spanish exam yesterday."
"I plan to set a difficult exam for my students, but I haven't got it ready yet."
미국 영어: 
"I took my exams at Yale."
"I spent the entire day yesterday writing the exam. At last, it's ready for my students."
또 다른 혼동을 유발할 수 있는 것에는 college라는 단어의 서로 다른 사용법이 있다. 미국에서 이는 대학교와 같은 고등학교 이후의 교육 기관을 지칭하는 반면, 영국과 대부분의 영연방 국가에서는 기본적으로 A 레벨이나 NVQ 과정을 이수하거나 GCSE 과정을 다시 밟을 수 있는, 고등학교와 대학교 사이의 3차 교육기관(보통 12학년과 13학년의 구칭인 "6th form"을 따른 "Sixth Form College"를 지칭함)을 의미한다. 미국인들은 영국의 14살 짜리 학생이 college에 다닌다는 것을 들으면, 대학급으로 오해를 해 놀랄 수 있다. 미국과 영국 모두에서 college는 "college of mathematics and science"와 같이 대학의 단과대학 또는 학부를 지칭할 수 있다. 미국에서 고등학교 이후의 2 내지 4년간의 교육을 제공하는 기관의 이름에는 종종 college가 들어가지만, 더 고급의 학위(석사나 박사 등)과정을 제공하는 기관은 university라고 불린다. 그러나 미국에서 college나 university를 다니는 학생들은 종종 구분없이 집합적으로 "college students"라고 불리고, 기관들은 그 지위에 상관없이 스스로를 "college"라고 한다. Freshman(또는 중성의 frosh), sophomore, junior, senior는 각각 미국의 고등학교 및 college(university)의 1학년, 2학년, 3학년과 4학년을 의미한다. 고등학교인지 college인지가 문맥에서 먼저 나타나거나, 직접적으로 표현되어야 한다는 점이 중요하다(즉, "She is a high school freshman."이나 "He is a college junior."처럼). 양국의 많은 교육 기관들은 "freshman"을 "first-year"라는 중성적인 낱말로 대체해 사용하기도 한다.
영국에서, 대학교 1학년 학생들은 fresher(s)라고 불리지만 다른 학년(초중등교육 과정의 학생들을 포함해)의 학생들을 지칭하는 특정한 명칭은 없다.
영국에서, 국공립과 사립의 구분을 떠나서 미국의 high school에 대응되는 것은 secondary school이다. 사실 영국의 public school은 실제로는 사립 학교이고, 미국의 public school에 대응되는 영국의 학교는 'state (funded) school'이다.

### 교통
미국인들은 transportation이라고 하고, 영국인들은 transport라고 한다.
용어의 차이는 특히 도로와 관련된 것에서 분명하게 나타난다. 영국의 dual carriageway(중앙분리대가 설치된 도로)는 미국식으로는 divided highway이다. 영국의 motorway(고속도로)의 central reservation(중앙분리대)는 미국의 freeway또는 expressway의 median (strip)과 같은 것이다. 그런 도로에서 교통의 흐름을 방해하지 않고 중간 지점에서의 입출입을 가능하게 하는 일방 통행로를 영국에서는 slip roads라고 하는 반면, 미국의 토목공학자들은 ramp라고 하며, 더 나아가 on-ramp(진입로)와 off-ramp(진출로)로 구별하기도 한다. 미국의 공학자들이 slip roads또는 slip ramp라고 할 때는 가깝지 않은 두 나들목 사이의 도로 구간에서 혼잡을 최소화하기 위해 (입체교차로의 형태로) 재정비된 on-ramp나 off-ramp를 의미한다.
영국에서, outside lane은 도로의 중앙에 가까운 고속 주행 차로를 뜻하고, inside lane은 도로변에 가까운 차로를 의미하지만 미국에서 이 두 용어는 반대의 의미로 사용된다. 즉, 미국 영어에서 outside lane은 도로변에 가까운 차로이고, inside lane은 도로의 중앙에 가까운 차로이다. 그런데, 미국과 영국의 주행 방향이 서로 반대이므로 결국 영국에서건 미국에서건 inside lane은 (어느 방향으로 주행하던지간에) 가장 왼쪽의 차로이다.

## 쓰기

### 철자법
모든 영어 사용자들이 사용하는 어떤 낱말들은 미국인들(및 종종 캐나다인들과 오스트레일리아인들)에게는 spelled되고, 다른 영어 사용 국가의 사람들(또는 종종 대부분의 영어 사용자들)에게는 spelt된다.
- Organise, legalise와 같이 -ise로 쓰이는 영국 영어의 동사들은 미국 영어에서는 언제나 -ize로 쓰인다. 영국 영어에서 -ise를 쓰는 경향은 19세기의 프랑스어의 영향으로 인한 것으로, 종전 -ize(지금까지도 옥스퍼드 대학교 출판에서 사용하는 이러한 형태는 대부분의 영국 영어 사전에서 앞에 나오며 영국의 많은 신중한 영어 사용자들이 선호하는 형태이다)로 쓰이던 일부를 대체하게 되었다. 이러한 동사로부터 파생된 명사와 형용사들도 같은 식이다. 즉, organisation -> organization 등.

- 전통적으로, 영어의 많은 동사들은 -ise와 -ize의 형태로 혼용되어왔다. 영국 영어에서는 -ise의 형태(예: organise, legalise)가 -ize의 형태보다 더 자주 사용되지만, 미국 영어에서는 언제나 -ize의 형태가 사용된다. 미국식 용법은 19세기의 노아 웹스터가 주창한 여러 변혁의 결과이고, 영국식 용법(원래는 -ize의 형태가 우세했음)은 19세기의 프랑스의 영향에 따른 것이다. 옥스퍼드 대학교 출판에서는 -ize의 형태를 권장하고 있으며, 영국의 수많은 신중한 영어 사용자들도 이 형태를 선호한다.[6] 이러한 동사로부터 파생된 명사와 형용사들도 같은 식이다. 즉, organisation vs. organization 등이다. 동사 to analyse는 미국 영어에서 to analyze로 쓰이지만 영국에서는 절대로 그렇게 쓰이지 않는다. 또한, 미국에서도 -ize의 형태로 사용되지 않는 낱말들도 있는데, incise, circumcise 등이 그 예이다.

### 구두점
- 약어(약자)에서의 마침표(온점): 미국인들은 "Mr.", "Mrs.", "St.", "Dr." 등으로 쓰는 경향이 있으나 영국인들은 보통, 항상 그런 것은 아니지만, 약자의 마지막 글자가 원래 낱말의 마지막 글자와 같지 않을 때만 마침표를 찍는다는 규칙에 따라서 "Mr", "Mrs", "St", "Dr" (또는 "D'r") 등으로 쓴다. 그러나, 많은 영국인들은 "Prof", "etc", "eg" 등의 다른 약어에서도 마침표를 찍지 않는 경향이 있다(일부의 옥스퍼드 사전에서는 그렇게 쓰도록 권하고 있다). 이러한 용법의 근거로는, 그것이 타이포그래피상 더 세련되어 보이며, 생략된 마침표는 본래 불필요한 것이었고, 독자들이 그것 없이도 약어를 능히 인식할 수 있다는 것이다. 또한, 마침표의 역할을 문장의 끝을 표시하는 데에 한정함으로써 모호성을 없애주기도 한다. 그러나, 미국식의 마침표 사용도 영국에서 널리 사용된다. 그러나 어느 용법에서도 킬로그램의 kg, 헤르츠의 Hz와 같은 단위(약어가 아니라 단위 기호)의 뒤에는 마침표를 찍지 않는다. 다만, "inch"를 줄여 쓴 단위 기호인 "in."는 마침표를 포함한 것이 올바른 형태이다(모호함을 없애기 위함).
- 여러 낱말로 된 합성형용사에 대해서 영국 영어에서는 하이픈('-')을 쓰지 않는다(예를 들어 "a first class ticket"과 같이)고 알려져 있다. 그러나 이러한 용법은 매우 드물고 가끔씩 잘못된 것으로 여겨진다. 가장 흔한 형태는 "a first-class ticket"과 같은 미국식의 형태이다.
- 인용: 미국인들은 인용 안에 인용을 할 경우 큰따옴표(")를 밖에, 작은따옴표(')를 안에 사용한다. 이러한 형태가 영국 영어에서도 일반적이지만, 도서 출판과 같은 경우에는 그 반대로 사용되는 경우도 있다. 잡지나 신문에서 큰/작은따옴표의 사용법은 개별의 양식에 따른다.
- 인용된 내용: 미국인들은 반점(쉼표)이나 온점을 따옴표 안에 써야 한다고 배우지만, 영국인들은 그 부호가 인용된 내용에 속할 때만 그렇게 하고, 아니면 따옴표 바깥에 써야 한다고 배운다.
  - 미국 영어: Carefree means "free from care or anxiety."
  - 영국 영어: Carefree means "free from care or anxiety".
  - 공통: "Hello world," I said.

미국 방식은 조판본 상의 쉼표와 인용 부호의 미학적 관점을 고려한 타이포그래피의 이유에서 생긴 것이다. 또 그것은 마침표나 쉼표가 인용된 내용에 속하는지를 결정할 필요를 손쉽게 없애준다. 그러나 많은 사람들은 이러한 방식을 직관적이지 않다고 본다. '하트의 법칙'과 '작가와 편집자를 위한 옥스퍼드 영어 사전'은 영국 방식을 "새로운" 또는 "논리적인" 인용 방법이라고 이야기한다. 그리고 그것은 스페인어, 프랑스어, 이탈리아어, 카탈루냐어, 네덜란드어와 독일어를 포함한 여러 다른 언어의 따옴표 사용 방식과 같다. 격식을 갖춘 영어 쓰기에서는 보통 "미국식"을 권장하지만, 이 "논리적인" 방식은 미국에서도 그 인기가 커지고 있다. 사실, 격식을 갖춘 쓰기나 전문적인 저작을 하지 않는 미국인들 사이에서는 영국식 사용법이 실질적인 표준으로 사용된다. 즉, 실제로 많은 사람들은 표준적인 미국식 인용 부호 사용법에서는 쉼표나 마침표를 따옴표 안에 써야 한다는 사실을 모른다. 자건 파일에 따르면, 미국의 해커들을 관계없는 문장 부호를 인용 내용 안에 포함하는 것이 가끔씩 인용 내용의 본질적인 의미를 변형시킬 수도 있다는 이유로 "논리적인" 영국 방식로 바꾸었다. 더 일반적으로, 미국식으로는 컴퓨터 사용자 안내서, 온라인 설명서 등에서 컴퓨터 사용자가 컴퓨터에서 보거나 입력할 내용을 정확하게 인용하기가 어렵다는 점도 있다.
미국식 사용법은 제2차 세계 대전 즈음까지 세계적으로 널리 사용되었으나 그 뒤로는 더 논리적인 방법이 미국을 제외한 모든 곳에서 사용되게 되었다.
- 편지쓰기: 미국 일부 지역의 학생들은 공식적인 편지의 인삿말에 콜론(':')을 붙여 쓰라고("Dear Sir:") 배우지만, 영국인들은 보통 쉼표를 쓰거나("Dear Sir,") 부호를 쓰지 않는다("Dear Sir"). 그러나 이러한 용법은 미국에서도 일정한 것은 아니며, 대부분의 미국 영어 사용자들에게는 매우 격식을 갖춘 사용법으로 인정된다.

### 제목과 헤드라인
대문자의 사용이 다르다.
종종 출판물 제목이나, 신문의 머릿기사 제목, 그리고 장과 절의 제목은 일반적인 문장과 같은 식으로 대문자화된다. 즉, 고유명사, 두문자어(acronym) 등이나 첫 단어(의 첫 번째 글자)만 대문자화된다.
그러나 출판사들은 가끔 더욱 강조를 하기 위해서 더 전문적으로 보이게 가끔씩은 제목과 머릿기사 제목의 추가적인 낱말도 대문자화시킨다. 미국 영어에서 이는 제목에서는 흔하지만 머릿기사의 제목에서는 잘 적용되지는 않는다. 정확한 규칙은 출판사들마다 다르지만, 일반적인 방법은 짧은 관사, 전치사, 접속사를 제외한 모든 낱말을 대문자화하는 것이다. 이러한 것은 언어적 차이가 아니라 양식의 차이이며, 어떤 형태를 사용하더라도 영국이나 미국에서 모두에서 잘못되었거나 이상한 것으로 여기지는 않는다. 많은 영국의 신문은 가독성보다는 충격을 위해서 머릿기사 제목 전체를 대문자화하기도 한다.

### 날짜
날짜 형식은 보통 서로 다른 형태로 줄여서 짧게 쓴다. 2000년의 크리스마스를 예로 들면 영국에서는 25/12/00이라고 쓰고 미국에서는 12/25/00이라고 쓴다. 그러나 모호함을 없애기 위해서 컴퓨터 프로그래머들끼리는 가끔 ISO 8601의 2000-12-25와 같은 다른 형태도 쓰인다. 짧은 형태의 날짜 형식은 오해를 일으킬 수 있다. 예를 들어 06/04/05는 2005년 6월 4일(미국)을 뜻하거나 2005년 4월 6일(영국)을 의미할 수 있다.
날짜를 줄여 쓰지 않을 때에는 미국에서는 보통 "December 25, 2000"의 형태로 쓰고 영국에서도 이러한 형태가 널리 쓰인다. 그러나 영국인들은 미국인들보다 "25 December 2000"의 꼴을 더 선호하는데 이러한 형태 역시 미국에서도 쓰이며 미국 영문법학자들인 스트렁크와 화이트나 다른 이들은 이 형태를 권장한다. 미국에서보다 영국에서, 비격식적인 쓰기에 있어서 날짜에 'st, nd, rd'나 'th'등의 첨자를 덧붙이는 경향이 더 큰데, 일반적으로 이것은 불필요한 것으로 여겨져 격식을 갖춘 쓰기에는 사용되지 않는다.
이와 유사하게 미국의 구어에서 "December twenty-fifth"는 "the twenty-fifth of December"보다 더 흔히 사용된다. 영국에서는 후자가 더 자주 사용되며 달(月) 이름을 선행할 때에도 "December the twenty-fifth"처럼 정관사를 사이에 끼워 이야기한다.

## 같이 보기
- 영어
- 미국 영어
- 영국 영어
- 캐나다 영어
- 오스트레일리아 영어
- 뉴질랜드 영어
- 아일랜드 영어
- 스코틀랜드 영어
- 카리브 영어
- 남아프리카 영어
- 자메이카 영어
- 라이베리아 영어

#### 아시아의 영어
- 홍콩식 영어
- 인도 영어
- 말레이시아 영어
- 필리핀 영어
- 싱가포르 영어

## 참고 문헌
- Peters, Pam (2004). The Cambridge Guide to English Usage. Cambridge: Cambridge University Press. ISBN 0-521-62181-X.